# Micropsyrassa bimaculata
Micropsyrassa bimaculata là một loài bọ cánh cứng trong họ Cerambycidae.